# Liste von Sendeanlagen in Hamburg
Die Liste von Sendeanlagen in Hamburg umfasst Sendeanlagen insbesondere für Fernsehen, Hörfunk, Amateurfunk, Mobilfunk und Richtfunk in Hamburg.

## Sendeanlagen
| Senderstandort                                                      | Stadtteil/Bezirk                | Höhe  | Bauj. | Betreiber         | Funktionen                        | Bemerkungen                                                                                                  |
| ------------------------------------------------------------------- | ------------------------------- | ----- | ----- | ----------------- | --------------------------------- | --- |
| Rundfunksender Billwerder-Moorfleet, UKW-Sendemast                  | Billwerder, Bezirk Bergedorf    | 304 m | 1960  | NDR               | UKW, DAB, DVB-T                   | abgespannter Stahlrohrmast, höchstes Bauwerk in Hamburg                                                      |
| Rundfunksender Billwerder-Moorfleet, MW-Sendemast mit Reflektormast | Billwerder, Bezirk Bergedorf    | 189 m | 1962  | NDR               | MW                                | abgespannter Stahlrohrmast, gegen Erde isoliert. Trennisolator in 101 m Höhe, am 2. Dezember 2016 gesprengt. |
| Heinrich-Hertz-Turm                                                 | St. Pauli, Bezirk Hamburg-Mitte | 280 m | 1968  | Deutsche Funkturm | UKW, DAB, DVB-T, DVB-H, Richtfunk | Fernsehturm                                                                                                  |
| Rundfunksender Höltigbaum/Rahlstedt                                 | Rahlstedt, Bezirk Wandsbek      | 250 m | 2010  | Deutsche Funkturm | UKW, DAB, DVB-T                   | Abgespannter Sendemast                                                                                       |
| Fernmeldeturm Lohbrügge/Bergedorf                                   | Lohbrügge, Bezirk Bergedorf     | 138 m | 1987  | Deutsche Funkturm | UKW, Richtfunk                    | Typenturm (FMT 16)                                                                                           |